# 3736 Rokoske
3736 Rokoske este un asteroid din centura principală, descoperit pe 26 septembrie 1987 de Edward Bowell.